# Oslo Hospital

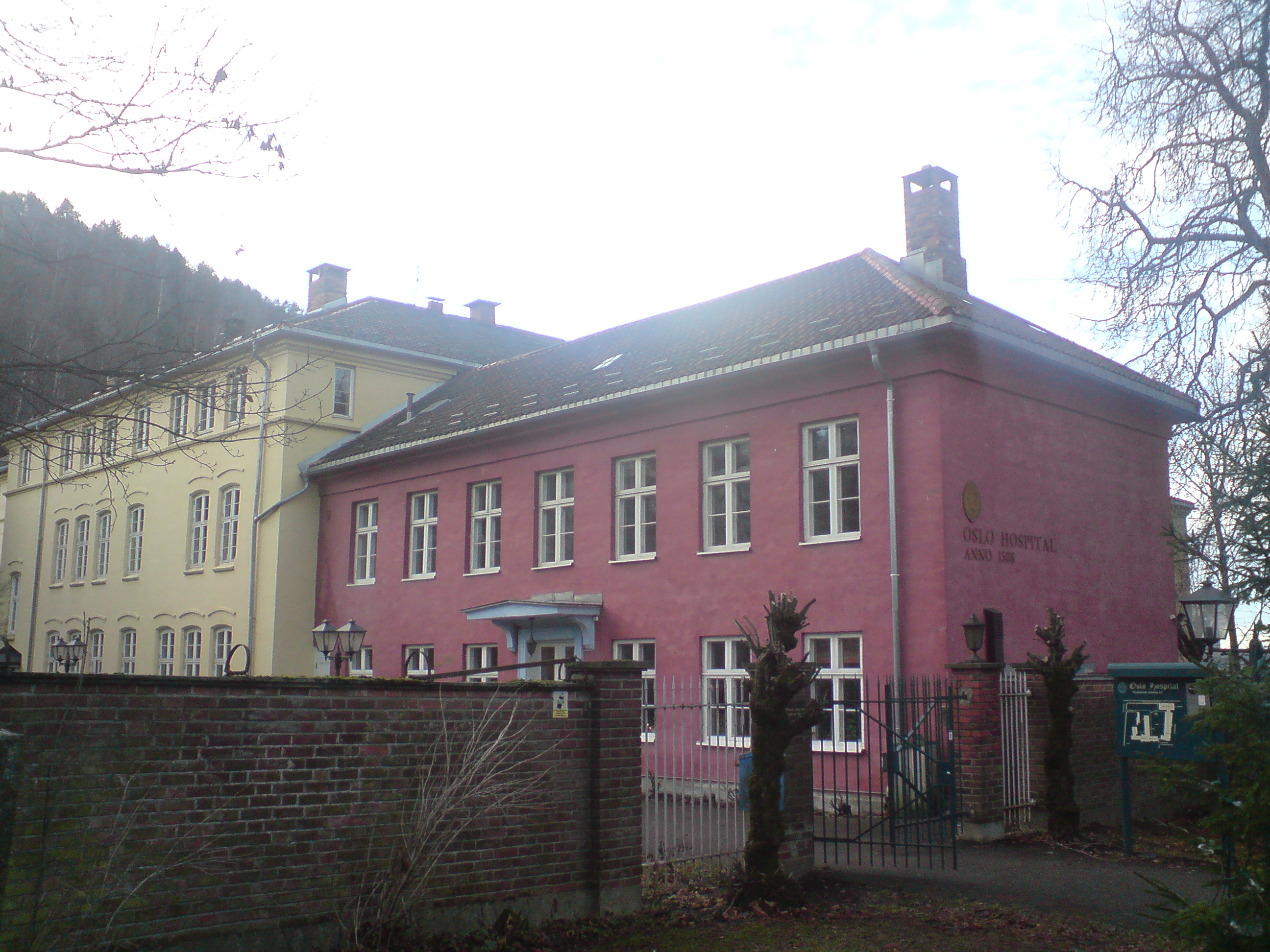
Oslo Hospital sett från nordost

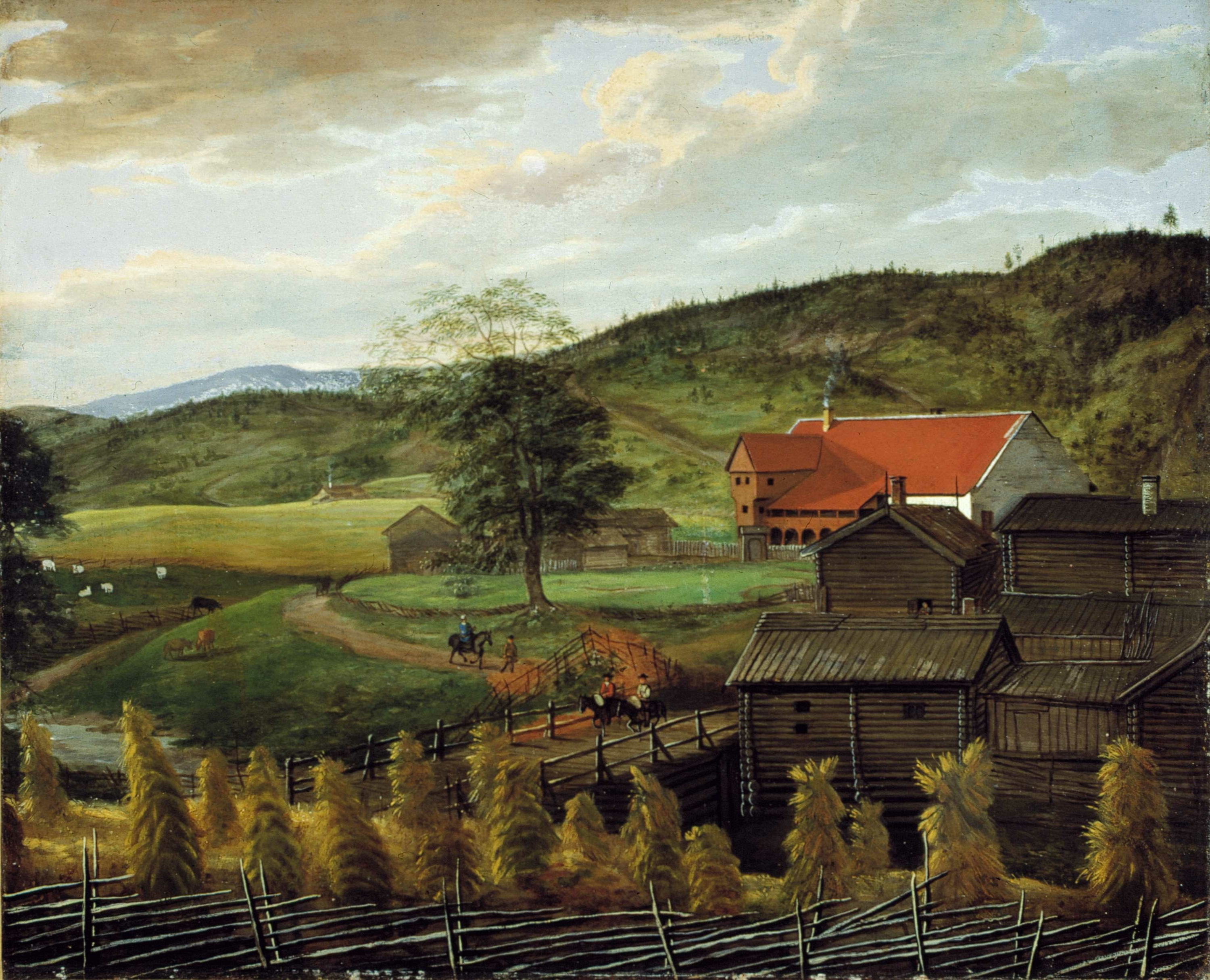
Geitabru och Oslo Hospital, målning av Jacob Koninck den yngre 1699

Oslo Hospital i Gamlebyen i Oslo var Norges äldsta psykiatriska sjukhus tills det lades ned våren 2018.  Oslo Hospital omfattar ett större komplex av äldre och yngre bevarandevärda byggnader, bland andra Norges äldsta sjukhusbyggnad Gråsteinsbygningen och församlingskyrkan Gamlebyen kirke, tidigare känd som Oslo hospitals kirke. Egendomen är på 10 300 kvadratmeter och har gräns mot Ekebergveien i norr, Konows gate i söder, Oslo gate i väster och bostadsområdet Klosterhagen i öster.

## Historik
Dagens byggnader är till del uppförda på ruinerna av det gamla Franciskanklostret i Oslo, som grundades omkring 1290 på inbjudan av dåvarande hertigen, sedermera kungen Håkon Magnusson. Franciskanklostret i Oslo hade tidigt byggnader i natursten och tegelsten på sydöstra sidan av Alnaelva och var direkt anknutet till stadens centrum med medelåldersbron Geitabru.
Sjukhusdriften påbörjades av franciskanerna. Gråbrödramunkarna drev ett målinriktat omsorgsarbete för spetälskepatienter och andra av stadens mest utsatta. Vid reformationen blev klostret och omsorgsarbetet lagt under den danska kungen. År 1538 grundades ett slags ålderdoms- och sjukhem. Efter stadsbranden 1567 uppfördes en ny byggnad 1581. År 1737 uppfördes Gråsteinsbygningen i flera sorts sten från den komplexa geologiska Ekebergförkastningen, bland annat kalksten, lerskiffer och gnejs.
Från 1736, då Birthe Jonsdatter benådades av kungen i Köpenhamn för dråpet av sitt nyfödda barn, har sjukhuset varit ett psykiatriskt sjukhus. År 1777 uppfördes det så kallade "Dollhus för svagsinta". Detta revs 1938, varefter nuvarande byggnad uppfördes, ritad av Wilhelm Krause Essendrop. Sjukhusdriften övertogs  1997 av Oslo Hospital Psykiatrisk Sykehus AS, som är ett aktiebolag. År 2010 köpte Lovisenberg Diakonale Sykehus detta bolag.
Sjukhuset lades ned våren 2018. Stiftelsen Oslo Hospital väckte 2019 planer på ett "Kirkens Hus" på området.
Oslo hospital är ett byggnadsminne.